# Federació Catalana d'Esports d'Hivern
La Federació Catalana d'Esports d'Hivern (FCEH) és l'organisme esportiu que dirigeix i regula la pràctica dels esports d'hivern a Catalunya. Forma part de la Unió de Federacions Esportives de Catalunya.

## Modalitats i disciplines
S'organitza en diversos comitès, entre els quals hi ha els corresponents a les modalitats existents i les disciplines associades.
- Esports de neu: esquí alpí, esquí artístic (freestyle skiing), esquí de fons, salts d'esquí, surf de neu (snowboard), telemarc, biatló i esquí de velocitat.
- Esports de gel: hoquei gel, patinatge artístic sobre gel, patinatge de velocitat sobre gel, cúrling, bobsleigh, luge i skeleton.
- Esports de tracció:trineu amb gossos i canicròs.
- Esports d'hivern adaptats: esport de neu adaptat i esport de gel adaptat.

## Noms de la FCEH al llarg de la seva història
- 1933-1935 Federació Catalana d'Esquí
- 1935-1939 Federació d'Esquí de Catalunya
- 1939-1941 Federación de Montañismo y Esquí de los Pirineos Orientales
- 1941-1978 Federació Catalana d'Esquí
- 1978-2006 Federació Catalana Esports d'Hivern

Periòdicament publica la Revista Esports d'hivern

## Objectius de la FCEH
- Promoció de l'esport base
- Formació d'esportistes d'alt nivell
- Organització de competicions a tots els nivells
- Impuls de noves disciplines
- Vetllar per la qualitat de l'esport

## Missió i Visió
Missió: Promocionar, planificar, tutelar, formar, organitzar i col·laborar en la pràctica dels esports d'hivern.
Visió: Promoure la pràctica dels esports d'hivern i formar als esportistes cap a l'etapa d'alt rendiment amb un màxim de garanties per assolir l'Alt Nivell i projectar-los cap a la selecció espanyola.

## Pla Estratègic dels Esports d'Hivern a Catalunya (PEEHC)
El full de ruta que guia a la federació en l'assoliment de la missió i la visió és el Pla Estratègic dels Esports d'Hivern a Catalunya. Des de l'inici de l'any 2012, la federcaió, conjuntament amb la Secretaria General de l'Esport, l'Ajuntament de Barcelona i l'Oficina de la Candidatura Olímpica Barcelona Pirineu 2026, ha estat treballant en la redacció d'aquest pla, aprovat pel seu Consell Directiu el 9 de juliol de 2014. El PEEHC planteja quines són les pautes i actuacions a seguir per potenciar els esports de neu i gel al nostre territori i ajudar tant a la promoció de l'esport de base i de lleure, com als processos de tecnificació i alt rendiment. Per consultar el PEEHC cliqueu aquí Arxivat 2015-04-19 a Wayback Machine.

## Premi Esperit Esportiu
Aquest premi va ser instituït el 2009, i des d'aleshores s'atorga a l'acabament de cada temporada esportiva: 
- 2009-2010 Vicenç Vilarrubla i Solsona
- 2010-2011 Anna Amor i Pagès
- 2011-2012 Lázaro Martínez i Sonsona
- 2012-2013 Eric Villalón i Fuentes
- 2013-2014 Marta Andrade i Vidal
- 2014-2015 Laura Orgué i Vila
- 2015-2016 Salvador Barnola i Rodriguez
- 2016-2017 Israel Planas i Guerrero
- 2017-2018 Jordi Farreny i Sistac & Jorge Austt i Cordero
- 2018-2019 Queralt Castellet i Ibañez
- 2021-2022 Pol Makuri Redolad Garcia

## Premi Col·laborador i Esport Dr. Pitu Figueras
El premi “Col·laborador i Esport Dr. Pitu Figueres" és una iniciativa de la Junta Directiva de la FCEH que té com a objectiu fer visible l'imprescindible paper dels col·laboradors i voluntaris en els esports d'hivern.
El Premi Pitu Figueras vol reconèixer la tasca d'aquelles persones que intervenen en una organització d'una manera voluntària i altruista, aquells que demanen vacances per col·laborar en una competició, que inverteixen el seu temps en esportistes que quasi no coneixen, que sempre tenen un somriure, que estan disposats a donar un cop de mà en qualsevol de les àrees d'una organització, que arrosseguen a molts altres a formar part d'aquest equip motivat.

El palmarés de les candidatures guardonades amb aquest premi és:
12/13 El descens infantil de La Molina
13/14 Guillem Salmerón i el seu equip
14/15 Associación de voluntarios Val d'Aran
15/16 Agustí Juan i Segarra
16/17 Sylvana Mestre i Alexander
17/18 Antoni Puig i Fontdevila
18/19 Josep Maria Sala i Albareda
21/22 Francesc Izard i Gavarró

## Jocs Olímpics d'Hivern Sotxi 2014

### Resultats dels esportistes catalans[3]
| Esportista        | data      | resultat                   |
| ----------------- | --------- | -------------------------- |
| Laura Orgué       | 8/2/2014  | 12a Esquiatló              |
| Ferran Terra      | 9/2/2014  | 34è Descens                |
| Queralt Castellet | 12/2/2014 | 11a Migtub                 |
| Laura Orgué       | 13/2/2014 | 28a 10 km                  |
| Ferran Terra      | 14/2/2014 | 34è Supercombinada         |
| Ander Mirambell   | 15/2/2014 | 26è Skeleton               |
| Adrià Diaz        | 16/2/2014 | 12è Programa llarg         |
| Adrià Diaz        | 17/2/2014 | 13è Programa llarg         |
| Àlex Puente       | 22/2/2014 | 32è Eslàlom                |
| Laura Orgué       | 22/2/2014 | 10a 30 km sortida en massa |

## Jocs Paralímpics d'Hivern Sotxi 2014

### Resultats dels esportistes catalans[4]
| Esportista                          | data      | resultat                                         |
| ----------------------------------- | --------- | ------------------------------------------------ |
| Astrid Fina                         | 13/3/2014 | 6a Surf de neu dempeus                           |
| Gabriel Gorce i Arnau Ferrer (guia) | 8/3/2014  | Esquí alpí 6è Descens                            |
| Gabriel Gorce i Arnau Ferrer (guia) | 11/3/2014 | Esquí alpí 3r Supercombinada (medalla de bronze) |
| Gabriel Gorce i Arnau Ferrer (guia) | 15/3/2014 | Esquí alpí 7è al Gegant 1a i 2a ronda            |

## Presidents

### Rossend Carrasco Formiguera(1933-1935)
Gran aficionat a l'esquí, el 1931 es va fer soci del Centre Excursionista de Catalunya, va ocupar la presidència de la federació, en representació d'aquesta entitat.

### Àlvar Menéndez García (1935-1939)
Actiu dirigent, organitzador i promotor de l'esquí a Catalunya i Andorra, va ser el president de la que es va dir Federació d'Esquí de Catalunya entre 1935 i 1939 i va ser secretari del seu col·legi d'àrbitres a partir de 1936, però l'esclat de la Guerra Civil va paralitzar gairebé per complet l'activitat competitiva i federativa. Va fundar l'Esquí Club Andorrà, va dissenyar nombroses pistes i va ser l'organitzador de moltes proves d'esquí al Principat i a la Vall de Núria durant més de tres dècades.

### Ignasi de Quadras Feliu(1939-1942)
Va ser el delegat d'excursionisme, muntanyisme i esquí designat pel Consejo Nacional de Deportes de l'estat espanyol i el Comitè Olímpic Espanyol en acabar la Guerra Civil l'any 1939, i el primer president de la Federación de Montañismo y Esquí de los Pirineos Orientales, que englobava Catalunya i que va ser creada el 21 de desembre de 1940 per les autoritats franquistes. El 31 d'octubre de 1941, però, aquesta federació es va dissoldre i es va crear la Federació Catalana d'Esquí, la qual va presidir fins al 1942.

### Josep Maria Guilera Albiñana(1942-1946)
Pioner promotor dels esports d'hivern als Pirineus, excursionista, alpinista, esquiador en l'especialitat d'esquí de fons en la qual es va proclamar campió de Catalunya (1925) i va guanyar la Copa del Rei Alfons XIII en els Campionats d'Espanya (1929). Mentre va ocupar la presidència del 1942 al 1946, també va ser delegat d'Esquí del Comitè Olímpic Espanyol i en la seva faceta d'escriptor, va publicar diversos articles de premsa i llibres relacionats amb la muntanya, entre aquests Carnet d'un esquiador (1930) i Unitat històrica del Pirineu (1965).

### Xavier Vilaró Puigrefagut (1946-1948)
Antic campió de Catalunya i d'Espanya de salts d'esquí, va ser el president de en una etapa difícil en la qual les relacions amb la Federació Espanyola no van ser gaire bones. Abans de ser president de la Federació Catalana, l'any 1934 va ser un dels creadors de la secció d'esquí del Centre Excursionista de Catalunya, el Sky Club Catalunya, de la junta del qual va ser nomenat secretari. I un any després, a la Molina, va obtenir la victòria més important de la seva carrera esportiva en proclamar-se campió d'Espanya de salts.

### Josep Tey Reynés (1948-1958)
Practicant de l'automobilisme, el motociclisme i el tir olímpic en la seva joventut, i un gran amant dels esports de neu i de muntanya, va arribar a l'esquí després de ser vicepresident de l'Associació Fotogràfica, i es va ser president en una època en la qual aquest esport va experimentar un creixement en el nombre de llicències i es van intensificar les competicions internacionals a la Molina i a la Vall de Núria. Quan va deixar el seu càrrec, encara va seguir uns anys vinculat a l'esquí perquè el van nomenar vicepresident de la Federació Espanyola i president d'honor de la Federació Catalana.

### Sixte Quintana Cascante(1958-1965)
Va practicar el futbol, l'automobilisme i l'esquí abans de començar la seva etapa de dirigent en diversos esports, durant el seu mandat, la federació va consolidar el seu prestigi esportiu i organitzador, el 1967 va ser designat president del Comitè Espanyol de bobsleigh, dependent directament de la Delegación Nacional de Educación Física y Deportes, que el 1969 es va convertir en federació. Com a president d'aquesta nova federació, va viure una altra brillant etapa en la qual l'equip espanyol de bob a quatre va ser subcampió d'Europa l'any 1970. a

### Joaquim Bofill Ferré(1965-1977)
Soci i actiu dirigent del Club Alpí Núria Masella Cerdanya, va ser esquiador, àrbitre, organitzador i directiu de club i de la mateixa Federació Catalana d'Esquí abans de prendre possessió del càrrec de president el 3 de maig de l'any 1965. Durant la seva presidència es va incidir en la promoció de l'esquí des de la base i es van organitzar molts cursets infantils en col·laboració amb els clubs.

### Rafael Torras Lázaro (1977-1983)
Sorgit del Club d'Esquí Vall d'Aran (CEVA), del qual va ser secretari i delegat. Va ser elegit president com a candidat únic el mes d'agost de 1977 i un any després la federació va adoptar el nom oficial de Federació Catalana d'Esports d'Hivern (FCEH) i va incorporar els esports de gel. Durant el seu mandat va donar un gran protagonisme als clubs i va revitalitzar l'esquí de fons creant l'any 1979 la Marxa Beret, la primera gran competició popular que va tenir l'esquí català. Mentre va ser president i l'any posterior a deixar-la, va formar part del Comitè de Marxes Llargues de la Federació Internacional d'Esquí.

### Francesc Izard Gavarró(1983-1995)
Format en el Club Alpí Falcó de Sabadell i gran esquiador en categoria màster. Durant el seu mandat va crear un total de dotze lligues catalanes de diferents modalitats, el 1990 va incorporar la pràctica i la promoció del trineu amb gossos i la pulca escandinava, i quatre anys més tard el surf de neu, el patinatge de velocitat en pista coberta i el bob. En l'àmbit organitzatiu, Baqueira Beret va acollir una prova de la Copa de Europa d'esquí artístic l'any 1989.

### Ramon Carreras Juanico(1995-2011)
Va ser esquiador amb el Club Alpí Núria-Masella-Cerdanya (CANMC)) en el qual després va ser entrenador i membre de la junta directiva com a vocal, vicepresident i president del 1991 al 1995. D'allà, el 1995 va donar el salt a la presidència de la federació, la qual li va obrir la porta de la vicepresidència de la Federació Espanyola (RFEDI), a diversos comitès de la Federació Internacional d'Esquí, a la junta directiva del Comitè Olímpic de Catalunya, i a la comissió directiva de la Candidatura Barcelona-Pirineu 2022 als Jocs Olímpics d'Hivern . Durant el seu mandat va impulsar noves modalitats com el cúrling i el luge, va crear nous centres de tecnificació, va col·laborar activament amb les estacions d'esquí catalanes i va promocionar la celebració de grans competicions a Catalunya, com la Copa del Món femenina el 2008 i el Mundial 2011 de surf de neu a la Molina. El 2008 també va presidir el Comitè Organitzador del Centenari de l'Esquí a Catalunya.

### Òscar Cruz Dalmau (2011-2020)
Es va iniciar en el món de l'esquí en uns cursets a la Molina, va ser corredor federat d'esquí alpí en el Club Esquí Puigmal i el Centre Excursionista de Catalunya. El 1977 es va endinsar en el món directiu com a membre de la junta del Club Esquí la Molina va ser vocal entre 1993 i 1996, vicepresident de 1996 a 2002 i president de 2002 a 2008. Elegit president el 22 de juny de 2011, durant el seu mandat ha incorporat les modalitats paralímpic i el canicròs, ha redactat juntament amb l'Ajuntament de Barcelona i la Secretaria General de l'Esport la Candidatura Barcelona-Pirineu 2022, el Pla estratègic dels esports d'hivern a Catalunya 2012-2022 i s'han organitzat proves de la Copa del món de surf de neu, d'esquí alpí IPC a la Molina, i de telemarc a Espot; Campionats del món d'esquí alpí IPC i de telemarc a ambdues estacion;, i el Preolímpic i el Mundial d'hoquei gel femení a Barcelona i Puigcerdà. També és membre de la Federació Internacional d'Esquí (FIS) i va ocupar una de les vicepresidències de la Reial Federació Espanyola d'Esports Hivern. Forma part del Consell Directiu de la Unió de Federacions Esportives de Catalunya.

### Mònica Bosch i Forrellad(2020-2022)
Es formà esportivament a les files del Club Alpí Falcó de Sabadell, preferentment a les pistes de Baqueira-Beret. Fou campiona d'Espanya en modalitat d'eslàlom en quatre ocasions (1985, 1992, 1996, 1997). El 1995 guanyà dues medalles d'or a la Universíada de Jaca (Espanya). Als Jocs Olímpics d'Hivern de 1994, celebrats a Lillehammer (Noruega), disputà les proves d'eslàlom i eslàlom gegant, i als Jocs Olímpics d'Hivern de 1998, celebrats a Nagano (Japó), ho feu només en la d'eslàlom. També participà en set ocasions en Copes del Món d'esquí alpí. L'any 2000 decidí retirar-se de l'alta competició a causa d'una important lesió. L'any 1995 fou premiada amb el títol de Millor esportista de Sabadell de l'any.
En el terreny institucional, realitzà tasques d'assessorament esportiu a diversos campionats i organismes, treballà en favor de la candidatura olímpica Barcelona Pirineu 2022 entre 2011 i 2015, així com al Pla Estratègic dels Esports d'Hivern a Espanya 2016-2022 al 2016. Des d'octubre de 2016 exerceix com a directora general de la Federació Catalana d'Esports d'Hivern (FCEH) fins a l'any 2020, quan passà a ocupar el càrrec de presidenta. L'11 de març de 2022, el Govern de la Generalitat de Catalunya l'assignà com a coordinadora del projecte de candidatura Barcelona Pirineus 2030 als Jocs Olímpics d'Hivern, motiu que la va empènyer a abandonar temporalment les seves funcions com a presidenta de la federació per incompatibilitat de càrrecs.

### David Samper i Falgàs (2022-)
Vinculat als esports d'hivern des de la infantesa i arrelat a la Val d'Aran, va entrar com a membre de la junta directiva de la federació l'any 2012. L'any 2016, ocupà la vicepresidència econòmica i, posteriorment, la vicepresidència primera. L'11 de març de 2022 va agafar el relleu de presidència a Mònica Bosch quan aquesta va agafar la coordinació de la candidatura olímpica i paralímpica de Barcelona Pirineus 2030. Actualment, Samper lidera el moviment a favor de la candidatura dels Jocs com a president de la Federació Catalana d'Esports d'Hivern.